# Sistema de Aumento de Características de Maniobra

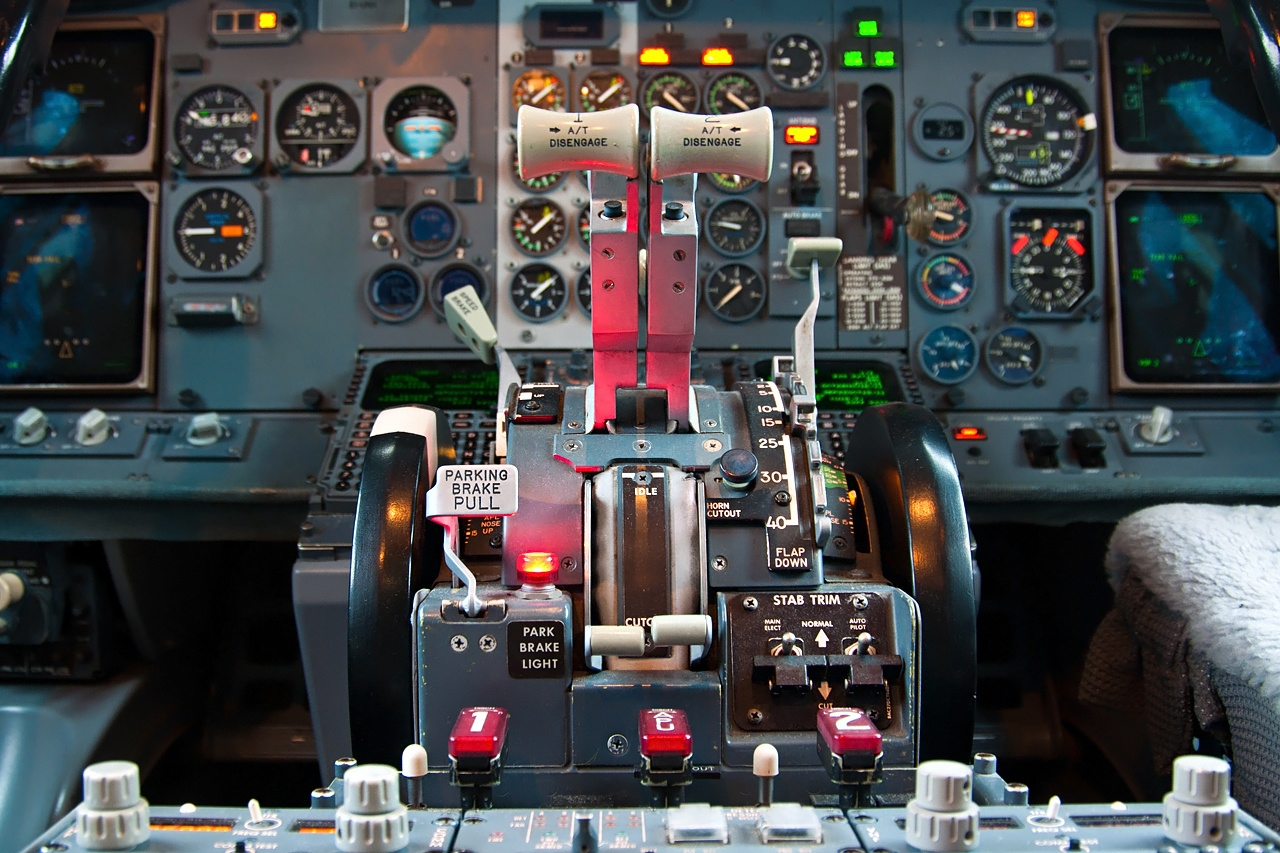
Panel de control de un Boeing 737, el MCAS va instalado al lado del copiloto tras la rueda (TRIM)

El Sistema de Aumento de Características de Maniobra  o MCAS es un sistema de software de control de estabilización en modo automático que fue creado por ingenieros de la empresa Boeing para compensar el cabeceo positivo provocado por el nuevo posicionamiento adelantado de los motores en el nuevo Boeing 737 MAX versión 8 y 9.
En el Boeing 737 MAX, el MCAS pretendía imitar el comportamiento de vuelo de la generación anterior de la serie, el Boeing 737 NG. Durante las pruebas de vuelo del MAX, Boeing descubrió que la posición y el mayor tamaño de los motores tendían a empujar el morro hacia arriba durante ciertas maniobras. Los ingenieros decidieron utilizar tecnología de última generación para crear un sistema que mantendría nivelado el avión, se creó el MCAS para contrarrestar esta tendencia, ya que un rediseño estructural importante habría sido prohibitivamente costoso y requeriría mucho tiempo. El objetivo de Boeing era certificar el MAX como otra versión del 737, lo que atraería a las aerolíneas por el coste reducido de la formación de pilotos. La Administración Federal de Aviación (FAA) aprobó la solicitud de Boeing de eliminar una descripción del MCAS en el manual de la aeronave, dejando a los pilotos sin conocimiento del sistema cuando el avión entró en servicio en 2017.
Después del fatal accidente del vuelo 610 de Lion Air en 2018, Boeing y la FAA, no revelaron el MCAS, remitieron a los pilotos a una lista de procedimientos revisada que deben realizarse en caso de mal funcionamiento. Luego, Boeing recibió muchas solicitudes de más información y reveló la existencia del MCAS en otro mensaje y que podría intervenir sin la intervención del piloto.
Según Boeing, se suponía que el MCAS compensaría un ángulo excesivo de morro hacia arriba ajustando el estabilizador horizontal antes de que el avión entrase en pérdida. Boeing negó que el MCAS fuera un sistema antipérdida y destacó que su objetivo era mejorar el manejo del avión. Tras el accidente del vuelo 302 de Ethiopian Airlines en 2019, las autoridades etíopes declararon que el procedimiento no permitió a la tripulación prevenir el accidente, que ocurrió mientras se estaba desarrollando una solución al MCAS. Semanas después del accidente del 302 la FAA suspendió y prohibió el Boeing 737 MAX.
Boeing admitió que el MCAS jugó un papel en ambos accidentes, cuando actuó sobre datos falsos de un único sensor de ángulo de ataque (AoA). En 2020, la Administración Federal de Aviación, Transport Canada y la Agencia de Seguridad Aérea de la Unión Europea (EASA) evaluaron los resultados de las pruebas de vuelo con el MCAS desactivado y sugirieron que el MAX podría no haber necesitado el MCAS para cumplir con los estándares de certificación. Más tarde ese año, una Directiva de Aeronavegabilidad de la FAA aprobó cambios de diseño para cada avión 737 MAX, lo que evitaría la activación del MCAS a menos que ambos sensores AoA registren lecturas similares, eliminaría la capacidad del MCAS de activarse repetidamente y permitiría a los pilotos anular el sistema si es necesario. La FAA comenzó a exigir que todos los pilotos de MAX realicen capacitación relacionada con MCAS en simuladores de vuelo para el 2021.

## Historia

El 737 MAX utiliza un estabilizador ajustable, movido por un tornillo nivelador, para proporcionar las fuerzas de ajuste de tono necesarias.

En la década de 1960, se instaló en el Boeing 707 un sistema básico de control de cabeceo para evitar la pérdida. Posteriormente, se implantó un sistema similar, en este caso específicamente llamado MCAS, en el avión cisterna militar de reabastecimiento de combustible Boeing KC-46 Pegasus. El KC-46, que se basa en el Boeing 767, requiere MCAS porque el peso y el equilibrio cambian cuando la aeronave cisterna redistribuye y descarga combustible. En esa aeronave, el MCAS se anula y desactiva cuando un piloto hace un movimiento con la palanca.
Se desarrolló otra versión del MCAS para el Boeing 737 MAX, porque sus motores más grandes y reposituados cambiaron las características de vuelo del avión en comparación con las generaciones 737 anteriores. Cuando un sensor de ángulo único de ataque (AoA) indicaba que el ángulo era demasiado alto, el MCAS ajustaba el estabilizador horizontal en la dirección de morro hacia abajo. 
Boeing hizo esto para cumplir el objetivo de la compañía de minimizar los requisitos de capacitación para los pilotos ya calificados en el 737NG, lo que Boeing consideró que haría que la nueva variante fuera más atractiva para los clientes de aviones que preferirían no soportar los costos de la capacitación diferenciada. Sin embargo, según entrevistas con directores de agencias que describen las evaluaciones realizadas después de que ocurrieran los accidentes inducidos por el MCAS, tanto la FAA como la EASA sintieron que la aeronave habría tenido una estabilidad aceptable, incluso sin el MCAS.

## Participación del MCAS

Los datos de seguimiento del vuelo 610 de Lion Air obtenidos de Flightradar24

El MCAS jugó un papel clave durante los vuelos de Lion Air 610 y Ethiopian Airlines 302, los investigadores determinaron que el MCAS se activó por entradas erróneas del AoA (Ángulo de Ataque), como si el avión se hubiera inclinado excesivamente. En ambos vuelos, poco después del despegue, el MCAS activó repetidamente el motor de compensación del estabilizador horizontal para empujar hacia abajo el morro del avión ya que según los sensores la aeronave estaba demasiada inclinada hacia arriba. Los datos satelitales de los vuelos mostraron que los aviones luchaban por ganar altitud.  Los pilotos informaron dificultades para controlar el avión y pidieron regresar al aeropuerto.Se descubrió que la implementación del MCAS interrumpia las operaciones del piloto automático.
El 11 de marzo de 2019, después de que China dejara en tierra al Boeing 737 MAX, Boeing publicó algunos detalles de los nuevos requisitos del sistema para el software MCAS y para las pantallas de la cabina, que comenzó a implementar a raíz del accidente anterior cinco meses antes:

- Si los dos sensores AoA no están de acuerdo con los flaps retraídos, el MCAS no se activará y un indicador alertará a los pilotos.
- Si el MCAS se activa en condiciones no normales, sólo "proporcionará una entrada para cada evento elevado de AoA".
- La tripulación de vuelo podrá contrarrestar el MCAS tirando de la columna de control hacia atrás

El 27 de marzo, Daniel Elwell, administrador interino de la Administración Federal de Aviación (FAA), testificó ante el Comité Senatorial de Comercio, Ciencia y Transporte, diciendo que el 21 de enero, 

"Boeing presentó una propuesta de mejora del software MCAS a la FAA para su certificación... La FAA ha probado esta mejora en el sistema de control de vuelo del 737 MAX tanto en el simulador como en la aeronave. Las pruebas, que fueron realizadas por ingenieros de pruebas de vuelo y pilotos de pruebas de vuelo de la FAA, incluyeron situaciones de pérdida aerodinámica y procedimientos de recuperación".

Después de una serie de retrasos, el software MCAS actualizado se entregó a la FAA en mayo de 2019.El software de vuelo se sometió a 360 horas de pruebas en 207 vuelos. Boeing también actualizó los procedimientos existentes para la tripulación.
El 4 de abril de 2019, Boeing reconoció públicamente que el MCAS  estuvo involucrado en ambos accidentes.

### Propósito del MCAS y  del Sistema de Compensación del Estabilizador
La FAA y Boeing cuestionaron los informes de los medios que describen al MCAS como un sistema anti-pérdida, lo que Boeing afirmó claramente que no lo es, sino que es un sistema diseñado para proporcionar cualidades de manejo al piloto que satisfacen sus preferencias. El avión tuvo que funcionar bien en una prueba de pérdida a baja velocidad. La Revisión Técnica de las Autoridades Conjuntas (JATR) dijo que:

"Considera que las funciones STS /MCAS y de cambio de sensación del elevador (EFS) podrían considerarse como sistemas de identificación de pérdida o sistemas de protección de pérdida, dependiendo de las características naturales (no aumentadas) de pérdida de la aeronave."

El JATR mencionó también:

"El MCAS usó el estabilizador para cambiar la sensación de fuerza de la columna, no para compensar la aeronave. Este es un caso de uso de la superficie de control de una manera nueva que las regulaciones nunca tuvieron en cuenta y deberían haber requerido un documento temático para un análisis más detallado por la FAA. Si el personal técnico de la FAA hubiera estado plenamente consciente de los detalles de la función MCAS, el equipo JATR cree que la agencia probablemente habría requerido un documento temático para usar el estabilizador de una manera que no se había utilizado anteriormente; esto [podría haber] identificado el potencial del estabilizador para dominar el ascenso"

## Descripción

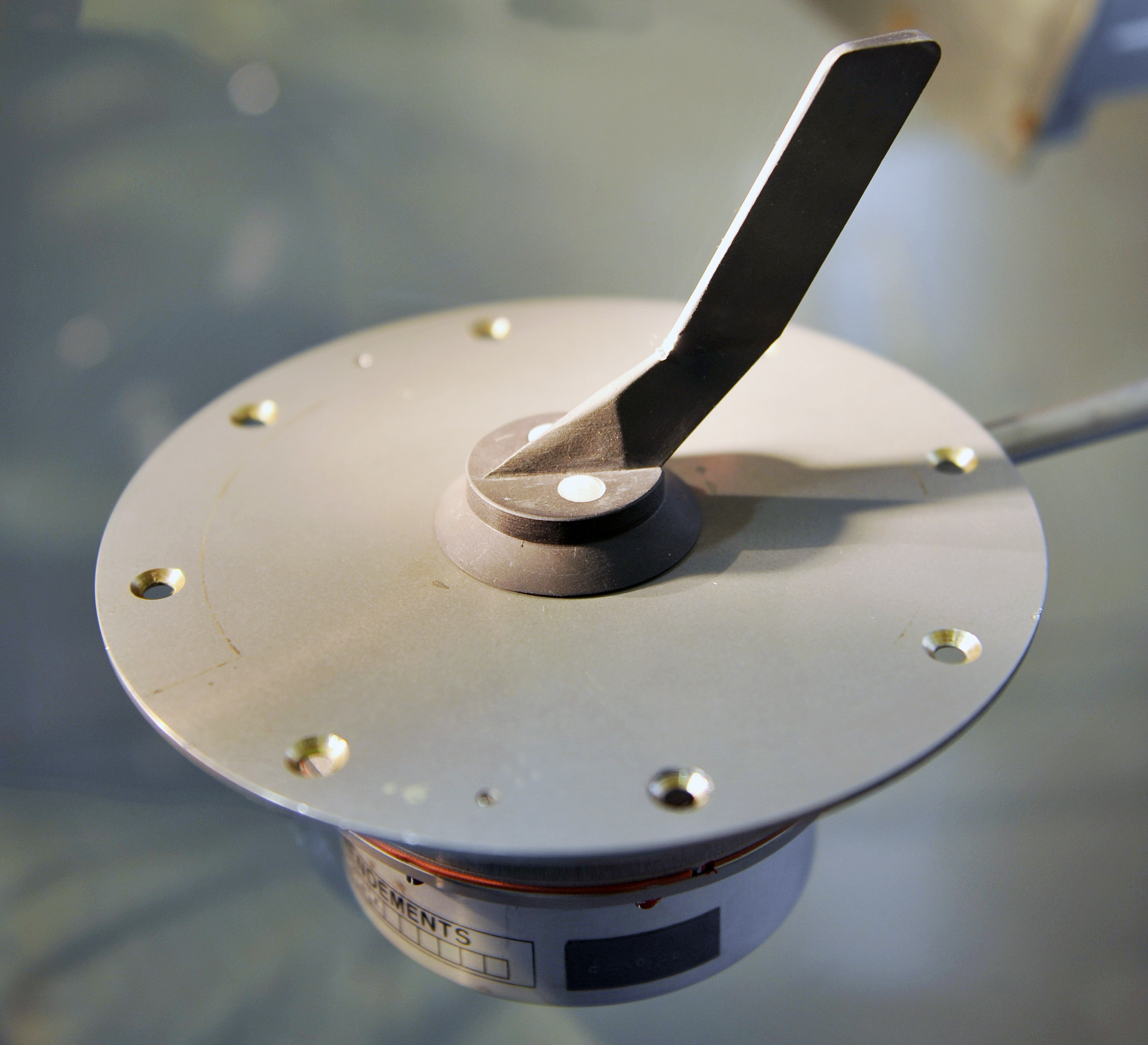
Un sensor de Angulo de ataque (AoA) que utiliza el MCAS para activarse en caso de una pérdida aerodinámica

El sistema de aumento de las características de maniobra (MCAS) es un modo de control de vuelo integrada en la computadora de control de vuelo del Boeing 737 MAX, diseñada para ayudar a la aeronave a emular las características de manejo del anterior Boeing 737 Next Generation. Según una revisión del equipo de  Revisión Técnica de las Autoridades Conjuntas Internacional (JATR) encargada por la FAA, el MCAS puede ser un sistema de identificación o protección de una entrada en pérdida, dependiendo de las características de pérdida naturales (no aumentadas) de la aeronave. Boeing consideró al MCAS parte del sistema de control de vuelo y eligió no describirlo en el manual de vuelo o en los materiales de capacitación de los pilotos, basándose en la filosofía de diseño fundamental de mantener la similitud con el 737NG. Minimizar las diferencias funcionales entre las variantes de aeronaves Boeing 737 MAX y Next Generation permitió que ambas variantes compartieran la misma habilitación de tipo. Por lo tanto, las aerolíneas pueden ahorrar dinero al emplear y capacitar a un grupo de pilotos para volar ambas variantes del Boeing 737 de manera intercambiable.
Cuando se activa, el MCAS activa directamente el estabilizador horizontal, que es distinto de un dispositivo antibloqueo, como un empujador de palanca, que mueve físicamente la columna de control del piloto hacia adelante y activa los elevadores del avión cuando el avión se aproxima a una velocidad baja dentro de las medidas de entrada en pérdida.
El ex director ejecutivo de Boeing, Dennis Muilenburg, dijo que: 

"[MCAS] ha sido descrito como un sistema Anti-pérdida, lo cual no es. Es un sistema diseñado para proporcionar cualidades de manejo para el piloto que se ajusten a sus preferencias"

Los motores CFM LEAP-1B más grandes del 737 MAX están instalados más adelante y más arriba que en los modelos anteriores. El efecto aerodinámico de sus góndolas contribuye a la tendencia del avión a cabecear hacia arriba en ángulos de ataque (AOA) elevados. El MCAS está destinado a compensar en tales casos para evitar una entrada en pérdida, modelando el comportamiento de cabeceo de los modelos anteriores y cumpliendo un cierto requisito de certificación, con el fin de mejorar las características de manejo y, por lo tanto, minimizar la necesidad de un importante reentrenamiento del piloto.
El código de software para la función MCAS y la computadora para ejecutar el software están construidos según las especificaciones de Boeing por Collins Aerospace, anteriormente Rockwell Collins.
Como medida correctiva automatizada, se le dio al MCAS plena autoridad para bajar el morro del avión en caso de que el ángulo de ataque fuera muy elevado y la aeronave entrara en pérdida, y no podía ser anulado por la resistencia del piloto contra el mando de control como en las versiones anteriores del 737.  Después del Vuelo 610 de Lion Air, Boeing emitió un Boletín del Manual de Operaciones (OMB)  el 6 de noviembre de 2018, para describir las muchas indicaciones y efectos resultantes de los datos erróneos de los ángulos de ataque y proporcionó instrucciones para apagar el sistema de compensación motorizada para el resto del vuelo y compensar manualmente en su lugar. Hasta que Boeing complementó los manuales y la capacitación, los pilotos desconocían la existencia del MCAS debido a su omisión en el manual de la tripulación y a la falta de cobertura en la capacitación. Boeing nombró y reveló públicamente por primera vez la existencia del MCAS en el 737 MAX en un mensaje a los operadores de aerolíneas y otros intereses de la aviación el 10 de noviembre de 2018, doce días después del accidente de Lion Air.

## Desarrollo tecnológico
Los parámetros de diseño del MCAS previeron originalmente acciones correctivas automatizadas que se tomarían en casos de un ángulo de ataque y fuerzas g elevados más allá de las condiciones normales de vuelo. Los pilotos de pruebas llevan rutinariamente a los aviones a tales extremos, ya que la FAA exige que los aviones se comporten como se espera en el caso de una emergencia o incidente. Antes del MCAS, el piloto de pruebas Ray Craig determinó que el avión no volaba con suavidad, en parte debido a los motores más grandes. Craig hubiera preferido una solución aerodinámica, pero Boeing decidió implementar un modo de control en el software.
Según un informe de noticias del Wall Street Journal, los ingenieros que habían trabajado en el avión cisterna KC-46A Pegasus, que incluye una función MCAS, sugirieron al MCAS en el equipo de diseño.
Con el MCAS implementado, el nuevo piloto de pruebas Ed Wilson dijo que:

"El MAX no se manejaba bien cuando se acercaba a bajas velocidades, una peligrosa condición para una entrada en pérdida"

Y recomendó que el MCAS se aplicara en una gama más amplia de condiciones de vuelo. Esto requería que el MCAS funcionara bajo fuerzas g normales y, a velocidades de una entrada en pérdida, esto desviaría el ajuste vertical más rápidamente y en mayor medida, pero ahora lee un solo sensor de AoA, creando un único punto de falla que permitía que datos falsos hicieran que el MCAS inclinarse el morro hacia abajo y obligara al avión a caer bruscamente a altas velocidades.

"Inadvertidamente, ahora se abrió la puerta a un mal comportamiento grave del sistema durante los momentos ajetreados y estresantes inmediatamente después del despegue."

 ~ Jenkins de The Wall Street Journal

La FAA no realizó un análisis de seguridad sobre los cambios hechos al Boeing 737 MAX. Ya había aprobado la versión anterior del MCAS y las normas de la agencia no exigían que se hiciera una segunda revisión porque los cambios no afectaban al funcionamiento del avión en situaciones extremas.
La revisión técnica conjunta de las autoridades determinó que la tecnología no tenía precedentes:

"Si el personal técnico de la FAA hubiera estado completamente al tanto de los detalles de la función del MCAS, el equipo del JATR cree que la agencia probablemente hubiera requerido un documento de referencia para utilizar el estabilizador de una manera que no se había utilizado anteriormente. El MCAS utilizó al estabilizador para cambiar la sensación de fuerza de la columna, no para equilibrar la aeronave. Este es un caso de uso de la superficie de control de una manera nueva que las regulaciones nunca tuvieron en cuenta y debería haber requerido un documento de referencia para un análisis más profundo por parte de la FAA. Si se hubiera requerido un documento de referencia, el equipo del JATR cree que probablemente se habría identificado el potencial del estabilizador para dominar el elevador".

En noviembre de 2019, Jim Marko, gerente de integración de aeronaves y evaluación de seguridad en la División Nacional de Certificación de Aeronaves del regulador de aviación de Transport Canada, cuestionó la idoneidad del MCAS. Como seguían surgiendo nuevos problemas, sugirió a sus pares de la FAA, la ANAC y la EASA que consideraran los beneficios de seguridad de eliminar el MCAS del MAX.

## Investigaciones
El MCAS fue objeto de investigación tras los accidentes fatales del vuelo 610 de Lion Air y el vuelo 302 de Ethiopian Airlines poco después del despegue. Todas las aerolíneas y operadores dejaron en tierra la flota global de Boeing 737 MAX y se plantearon una serie de problemas funcionales.
El MCAS desvía el estabilizador horizontal cuatro veces más de lo que se indicó en el documento de análisis de seguridad inicial. Debido a la cantidad de compensación que el sistema aplica al estabilizador horizontal, las fuerzas aerodinámicas resisten el esfuerzo del control del piloto para levantar el morro. Mientras persisten las lecturas de AOA erróneas, un piloto humano "puede cansarse rápidamente tratando de tirar de la columna hacia atrás". Además, los interruptores para la asistencia de compensación del estabilizador horizontal ahora sirven para un propósito compartido de apagar sistemas automatizados como el MCAS, así como los botones de compensación en el timón de mando (yugo), mientras que en los modelos 737 anteriores cada uno podía apagarse de forma independiente. En las sesiones de simulador, los pilotos se quedaron atónitos por el esfuerzo sustancial necesario para sacar manualmente la rueda de compensación de su posición de morro hacia abajo cuando se desactivaba la asistencia de compensación.
El ex-director ejecutivo de Boeing, Dennis Muilenburg, ha declarado que:

"No hubo ninguna sorpresa, ni laguna, ni nada desconocido aquí o algo que de alguna manera se haya escapado a un proceso de certificación".

El 29 de abril de 2019, declaró que el diseño del avión no tenía fallas y reiteró que fue diseñado según los estándares de Boeing. En una entrevista del 29 de mayo con CBS, Boeing admitió que había fallado la implementación del software y lamentó la mala información de los medios de comunicación.
El 26 de septiembre, la Junta Nacional de Seguridad en el Transporte criticó las pruebas inadecuadas del 737 MAX por parte de Boeing, y señaló que Boeing hizo suposiciones erróneas sobre la respuesta de los pilotos a las alertas en el 737 MAX, provocadas por la activación del MCAS debido a una señal defectuosa de un sensor de ángulo de ataque.
La Revisión Técnica de Autoridades Conjuntas (JATR), un equipo encargado por la FAA para la investigación del 737 MAX, concluyó que la FAA no revisó adecuadamente el MCAS. Boeing no proporcionó información técnica adecuada y actualizada sobre el sistema MCAS a la FAA durante el proceso de certificación del Boeing 737 MAX y no había llevado a cabo una verificación exhaustiva mediante pruebas de resistencia del sistema MCAS.
El 18 de octubre, Boeing entregó una discusión de 2016 entre dos empleados que reveló problemas previos con el sistema MCAS.
Las propias directrices de diseño internas de Boeing relacionadas con el desarrollo del 737 MAX establecían que el sistema 

"No debería tener ninguna interacción objetable con el pilotaje del avión y no interferir con la recuperación de una posible caída contra el suelo.

El funcionamiento del MCAS violaba esas normas.

### Investigación de la Junta Nacional de Seguridad en el Transporte (NTSB)
El 26 de septiembre de 2019, la Junta Nacional de Seguridad del Transporte (NTSB) publicó los resultados de su revisión de posibles fallas en el diseño y aprobación del 737 MAX. El informe de la NTSB concluye que las suposiciones que: 

"Boeing utilizó en su evaluación de riesgo funcional de la función MCAS no comandada para el 737 MAX no consideraron ni dieron cuenta adecuadamente del impacto que múltiples alertas e indicaciones de la cabina de vuelo podrían tener en las respuestas de los pilotos al peligro".: 8 

Cuando Boeing indujo una entrada de compensación del estabilizador que simuló el movimiento del estabilizador de manera consistente con la función MCAS explicó que:

"Los modos de falla específicos que podrían llevar a una activación no intencionada del MCAS (como una entrada errónea de AOA alta en el MCAS) no se simularon como parte de estas pruebas de validación de evaluación de riesgos funcionales. Como resultado, los efectos adicionales en la cabina de vuelo (como las alertas IAS DISAGREE y ALT DISAGREE y la activación del agitador de palanca de mando) resultantes de la misma falla subyacente (por ejemplo, AOA errónea) no se simularon y no estaban en el informe de evaluación de seguridad del ajuste del estabilizador revisado por la NTSB".: 5 

La NTSB cuestionó la práctica que se ha mantenido durante mucho tiempo en la industria y en la FAA de suponer que las respuestas son casi instantáneas en pilotos de prueba altamente capacitados, en lugar de pilotos de todos los niveles de experiencia, para verificar los factores humanos en la seguridad de las aeronaves.  La NTSB expresó su preocupación por la necesidad de mejorar el proceso utilizado para evaluar el diseño original, ya que ese proceso todavía se utiliza para certificar los diseños actuales y futuros de aeronaves y sistemas. La FAA podría, por ejemplo, tomar muestras aleatorias de grupos de pilotos de todo el mundo para obtener una evaluación más representativa de las situaciones en la cabina.

## Sistemas de apoyo para el MCAS
Las actualizaciones propuestas por Boeing se centran principalmente en el software del MCAS.  En particular, no hubo declaraciones públicas sobre la reversión de la funcionalidad de los interruptores de ajuste del estabilizador a la configuración anterior al MAX. Un ingeniero de software veterano y piloto experimentado sugirió que los cambios de software pueden no ser suficientes para contrarrestar la ubicación del motor del 737 MAX.  El Seattle Times señaló que, si bien la nueva solución de software propuesta por Boeing:

"Probablemente evitará que esta situación se repita, si la investigación preliminar confirma que los pilotos etíopes cortaron el sistema de control de vuelo automático, este sigue siendo un resultado de pesadilla para Boeing y la FAA. Sugeriría que el procedimiento de emergencia establecido por Boeing y transmitido por la FAA después del accidente de Lion Air es completamente inadecuado y falló con la tripulación de vuelo etíope".

Boeing y la FAA decidieron que la pantalla AoA y una luz errónea del AoA, que señala si los sensores dan lecturas diferentes, no eran características críticas para un vuelo seguro. Boeing cobró extra por la explicación del indicador AoA a la pantalla principal. En noviembre de 2017, los ingenieros de Boeing descubrieron que la luz errónea AoA estándar no puede funcionar de forma independiente sin el software indicador AoA opcional, un problema que afecta al 80% de la flota global que no había ordenado la opción. La solución del software estaba programada para coincidir con el lanzamiento del 737 MAX 10 alargado en 2020, solo para ser acelerada por el accidente del vuelo 610 Lion Air. Además, el problema no había sido revelado a la FAA hasta 13 meses después del hecho. Aunque no está claro si el indicador podría haber cambiado el resultado de los vuelos desafortunados, American Airlines dijo que el indicador con datos erróneos del AoA proporcionó la seguridad en las operaciones continuas del avión. "Al final resultó que eso no era tan cierto."

## Sistema del estabilizador de embalamiento (trim) y ajuste manual
En febrero de 2016, la EASA certificó al MAX con la expectativa de que los procedimientos y la capacitación del piloto explicaran claramente las situaciones inusuales en las que se requeriría la rueda de ajuste manual, que rara vez se usa, para ajustar el avión, es decir, el ángulo del morro; sin embargo, el manual de vuelo original no mencionaba esas situaciones. El documento de certificación de la EASA se refería a simulaciones en las que los interruptores de pulgar eléctricos eran ineficaces para ajustar correctamente el MAX en ciertas condiciones. El documento de la EASA decía que después de las pruebas de vuelo, debido a que los interruptores de pulgar no siempre podían controlar el ajuste por sí solos, la FAA estaba preocupada por si el sistema 737 MAX cumplía con las regulaciones. El manual de vuelo de American Airlines contiene un aviso similar con respecto a los interruptores de pulgar, pero no especifica las condiciones en las que puede ser necesaria la rueda de ajuste manual.
Cuando se le preguntó al director ejecutivo de Boeing sobre la falta de divulgación del MCAS, citó el procedimiento de "ajuste del estabilizador fuera de control" como parte del manual de capacitación en la tripulación. Agregó que el boletín de Boeing señaló ese procedimiento de vuelo existente. Boeing considera la lista de verificación de "ajuste del estabilizador fuera de control" como un elemento para recordar para los pilotos. Mike Sinnett, vicepresidente y gerente general de Boeing New Mid-Market Airplane (NMA) desde julio de 2019, describió repetidamente el procedimiento como un "elemento de memoria". Sin embargo, algunas aerolíneas lo ven como un elemento para la tarjeta de referencia rápida de la aeronave. La FAA emitió una recomendación sobre los elementos de memoria en una Circular de asesoramiento:

"Los elementos de memoria deben evitarse siempre que sea posible. Si el procedimiento debe incluir elementos de memoria, deben estar claramente identificados, enfatizados en la capacitación, ser menos de tres elementos y no deben contener pasos de decisión condicional".

  - Circular se asesoramiento: "Procedimientos operativos estándar y deberes de monitoreo del piloto para los miembros de la tripulación de la cabina de vuelo"

En noviembre de 2018, Boeing comunicó a las aerolíneas que el MCAS no podía superarse ni tampoco desactivarse tirando hacia atrás de la columna de control para detener un ajuste fuera de control como en los 737 de la generación anterior. Sin embargo, la confusión continuó: el comité de seguridad de una importante aerolínea estadounidense engañó a sus pilotos al decirles que el MCAS podía superarse 

"Aplicando la entrada opuesta de la columna de control para activar los interruptores de corte de la columna".

El ex piloto y experto en aviación y seguridad Chesley Sullenberger testificó: 

"Se supone que la lógica era que si el MCAS se activaba, tenía que ser porque era necesario, y tirar hacia atrás de la rueda de control no debería detenerlo".

En octubre, Sullenberger escribió: 

"Estas emergencias no se presentaron como un problema común del estabilizador horizontal fuera de control, sino inicialmente como situaciones de discrepancia de velocidad y altitud poco confiables, que enmascaraban al MCAS".

Tiempo después, la Asociación de Pilotos Southwest Airlines presentó una denuncia legal contra Boeing, afirmando:

"Una falla del MCAS no es como que un estabilizador horizontal este sin control. Un estabilizador sin control tiene un movimiento continuo no controlado de la cola de una aeronave, mientras que el MCAS no es continuo y los pilotos (teóricamente) pueden contrarrestar el movimiento de morro hacia abajo, después el MCAS movería la cola hacia abajo nuevamente. Además, a diferencia del estabilizador sin control, el MCAS desactiva la respuesta de la columna de control a la que los pilotos del 737 se han acostumbrado y en la que confiaban en los 737 de la generación anterior".

### Interruptores de corte del estabilizador
En mayo de 2019, The Seattle Times informó que los dos interruptores de desactivación de los estabilizadores, ubicados en la consola central, funcionan de manera diferente en el 737 MAX que en el 737 NG anterior. En los 737 anteriores, un interruptor de desactivación desactiva los botones de la columna de control que los pilotos usan para mover el estabilizador horizontal; el otro interruptor de desactivación desactiva el control automático del estabilizador horizontal mediante el piloto automático o conocido como el STS/MCAS. En el MAX, ambos interruptores están conectados mediante cableados en serie y realizan la misma función: 
- Cortar toda la energía eléctrica al estabilizador, tanto de los botones de la columna de control como de un sistema automático de la aviónica.

En las versiones anteriores del 737 era posible desactivar el control automático de los estabilizadores y emplear la asistencia eléctrica accionando los interruptores de la columna de control. En el MAX, con toda la potencia del estabilizador cortada, los pilotos no tienen otra opción que utilizar la rueda de ajuste mecánica en la consola central.

### Dificultad del ajuste manual
Cuando los pilotos agarraban la columna de control del 737 para levantar la nariz de la aeronave, las fuerzas aerodinámicas sobre el elevador crean una fuerza opuesta, paralizando efectivamente el mecanismo del tornillo nivelador que mueve los estabilizadores. Con la fuerza aerodinámica opuesta, se vuelve muy difícil para los pilotos girar manualmente la rueda de ajuste. El problema se encontró en versiones anteriores del 737, y una técnica de emergencia denominada "Roller Coaster" para manejar la condición de vuelo se documentó en 1982 para el 737-200, pero no se encontró en la documentación de entrenamiento para versiones posteriores del 737 (incluido el modelo MAX).
Este problema se descubrió originalmente a principios de los años 80 con el modelo 737-200. Cuando el elevador se movía para subir o bajar la nariz, generaba una gran fuerza sobre el tornillo nivelador que contrarrestaba a cualquier intento de corregir el movimiento de los estabilizadores de los sistemas de control. Al intentar corregir una desviación no deseada utilizando la rueda de ajuste manual, ejercer suficiente fuerza manual para superar la fuerza ejercida por los elevadores se hacía cada vez más difícil a medida que la velocidad y la desviación aumentaban y el tornillo elevador se atascaba en su lugar lo que hacía que los pilotos no controlarán el cabeceó hacia abajo.
Para el Boeing 737-200, se desarrolló una solución alternativa llamada la técnica "Roller Coaster". Contrariamente a la intuición, para corregir una deflexión excesiva que provoca una picada hacia abajo, el piloto primero empuja la nariz del avión hacia abajo aún más, antes de retrocederlo suavemente para volver a levantarlo. Durante este periodo de retroceso, la deflexión del timón de profundidad se reduce o incluso se invierte, su fuerza sobre el gato de hélice hace lo mismo y el ajuste del estabilizador. Esta solución alternativa se incluyó en los procedimientos de emergencia del piloto y en el programa de entrenamiento.
Si bien el Boeing 737 MAX cuenta con un mecanismo de tornillo de elevación similar, la técnica de la "Roller Coaster" se ha eliminado de la información para pilotos. Durante los eventos que condujeron a los dos accidentes del MAX, la rigidez de la rueda de ajuste del estabilizador impidió repetidamente el ajuste manual de la compensación para corregir el cabeceo inducido por el MCAS. El problema se ha puesto en conocimiento de la investigación penal del Departamento de Justicia de los Estados Unidos sobre los accidentes del 737 MAX.
En las pruebas de simulador del vuelo 302 de Ethiopian Airlines, la rueda de ajuste resultó "imposible" de mover cuando uno de los pilotos la levantaba instintivamente tras una acción automática del timón de profundidad de nariz hacia abajo. Se necesitan 15 vueltas para compensar manualmente la aeronave un grado, y hasta 40 vueltas para volver a la posición neutra desde la acción de compensación de morro abajo causada por el MCAS. Cabe destacar que en el vuelo de Ethiopian Airlines, el acelerador automático no estaba desactivado y la aeronave entró en condiciones de velocidad alta a baja altitud, lo que provocó fuerzas aerodinámicas externas en las superficies de control de vuelo.

### Actuador del estabilizador horizontal
El estabilizador horizontal está equipado con un timón de profundidad convencional para el control de vuelo. Sin embargo, se mueve completamente sobre un único pivote y puede ajustarse su ángulo. El ajuste se acciona mediante un mecanismo de tornillo nivelador.

### Preocupación por deslizamiento
Los ingenieros Sylvain Alarie y Gilles Primeau, expertos en los sistemas del estabilizadore horizontal consultados por Radio-Canada, observaron anomalías en los datos registrados durante la investigación de Lion Air 610 y Ethiopian Airlines 302: un desplazamiento progresivo del estabilizador horizontal de 0,2°, antes del accidente.  En referencia al vuelo 302 de Ethiopian, Alarie notó que sin recibir una orden del MCAS ni de los pilotos, el tornillo nivelador bajo, y luego volvió a bajar mientras la aeronave aceleraba y descendía en picado. Primeau notó que esta desviación era un orden de magnitud mayor que lo que normalmente se permitiría, y concluyeron que estas desviaciones estaban prohibidas por la regulación 395A de la FAA. A estos expertos les preocupaba que las cargas sobre el tornillo nivelador hayan aumentado potencialmente desde la creación del Boeing 737, cuyas versiones modernas son considerablemente mayores que el diseño original.
Los expertos expresaron también su preocupación por el posible sobrecalentamiento de los motores del 737 en abril de 2019.

### Elusión del MCAS para vuelos de ferry
Durante los aterrizajes en tierra, los vuelos especiales para reposicionar a los Boeing MAX a sus ubicaciones almacenamiento, según el Título 14 del Código de Regulaciones Federales (CFR), § 21.197, volaron a menor altitud y con los flaps extendidos para evitar que el MCAS se activará, en lugar de utilizar el procedimiento de recuperación posterior. Dichos vuelos requerían cierta cualificación del piloto, así como la autorización de los reguladores de aviación correspondientes, y sin otra tripulación de cabina ni pasajeros.

## Precedentes
En el vuelo 1951 de Turkish Airlines en 2009 el acelerador automático funcionó incorrectamente debido al fallo de un solo radioaltímetro (el piloto había activado el modo monocanal que existe para urgencias en vez de doble canal como exigía el manual de operaciones de la aerolínea). La investigación resaltó los errores de la tripulación.